# Хинако Сугиура
Хинако Сугиура (яп. 杉浦日向子 Сугиура Хинако, 30 ноября 1958 — 22 июля 2005) — мангака, работавшая над исторической мангой, и исследователь культуры Японии периода Эдо (XVII — сер. XIX вв.). Настоящее имя — Дзюнко Судзуки (яп. 鈴木順子). Она родилась в Токио в семье торговцев кимоно и с детства интересовалась историей Японии.

## Биография
Сугиура поступила в Университете Нихон, где изучала визуальные коммуникации и дизайн, но оставила занятия, чтобы заняться исследовательской работой под руководством писателя Сисэя Инагаки, который специализировался на периоде Эдо, был ведущим консультантом на телевидении и задействовался для работы над историческими театральными постановками..
Сугиура работала ассистентом у известной мангаки-феминистки Мурасаки Ямады. Её первая профессиональная манга Tsugen Muro no Ume была опубликована в Garo в 1980 году. Стиль Сугиуры, развивавшийся под влиянием традиций укиё-э, и хорошее знание японских традиций, этикета, быта, принесли ей популярность. Мангаку называли «современным мастером укиё-э». Она завоевала награду Ассоциации японских аниматоров за мангу Gasso в 1984 году и премию издательства Bungeishunju за Fuuryuu Edo Suzume в 1988 году. В 1993 Сугиура объявила об окончании карьеры мангаки и желании посвятить всё своё время исследовательской работе. Она издала несколько книг о жизни и обычаях периода Эдо. На публике Сугиура появлялась в кимоно. Была замужем за писателем и переводчиком Хироси Араматой. Умерла от рака горла в июле 2005 года.

## Манга

Обложка манги Fuuryuu Edo Suzume, издание 2007 года компании Koike Shoin.

- Tsuugen Muro no Ume (通言室之梅, 1980)
- Gasso (合葬, 1983)
- Nipponia Nippon (ニッポニア・ニッポン, 1985)
- Edo e youkoso (江戸へようこそ, 1986)
- Futatsu makura (二つ枕, 1986)
- Fuuryuu Edo Suzume (風流江戸雀, 1987)
- Yasuji Tokyo (YASUJI東京, 1988)
- Hyaku Monogatari (百物語, 1988—1993)
- Higashi no Eden (東のエデン, 1989)